# Celerina/Schlarigna
Celerina/Schlarigna é uma comuna da Suíça, no Cantão Grisões, com cerca de 1.236 habitantes. Estende-se por uma área de 24,03 km², de densidade populacional de 51 hab/km². Confina com as seguintes comunas: Pontresina, Samedan, Sankt-Moritz.
As línguas oficiais nesta comuna são o romanche e o alemão, sendo o italiano a segunda língua mais frequente, falada pelos 20%.